# Gvožđe(III) oksid
Gvožđe(III) oksid (feri oksid) je neorgansko jedinjenje sa formulom Fe2O3. On je jedan od tri glavna oksida gvožđa. Druga dva su gvožđe(II) oksid (FeO), koji je redak, i gvožđe(II,III) oksid (3O4), koji se takođe javlja prirodno kao mineral magnetit. Kao mineral hematit, Fe2O3 je glavni izvor gvožđa za industriju čelika. Fe2O3 je feromagnetičan, ima tamno crvenu boju, i lako reaguje sa kiselinama. Rđa se često naziva gvožđe(III) oksidom, i ta etiketa je u izvesnoj meri korisna, jer rđa i feri oksid imaju više zajedničkih osobina, kao i sličan sastav. Rđa je loše definisan materijal, koji se može opisati kao hidratisani gvožđe oksid.

## Struktura
2O3 se može dobiti u obliku više polimorfa. U glavnim oblicima, α i γ, gvožđe poprima oktaedralnu koordinacionu geometriju, u kojoj je svaki Fe centar vezan za šest kiseoničnih liganda.

## Reakcije
Najvažnija reakcije je karbotermalna redukcija, kojom se dobija gvožđe, koje se koristi za pravljenje čelika:
Još jedna važna reakcija je veoma egzotermna termitna reakcija aluminijumom.
Ovaj proces se koristi za varenje masivnih metalnih komponenti kao što su železničke šine. Termit se takođe koristi u oružjima i pri izlivanju skulptura i alata.
Parcijalna redukcija vodonikom na oko 400 ° daje magnetit, crni magnetični materijal koji sadrži Fe(III) i Fe(II)
Gvožđe(III) oksid nije rastvoran u vodi, ali se brzo rastvara u jakim kiselinama, npr. hlorovodoničnoj i sumpornoj kiselini. On se takođe dobro rastvara u rastvorima helacionih agenasa kao što su EDTA i oksalna kiselina.
Zagrevanje gvožđe(III) oksida sa drugim metalnim oksidima ili karbonatima proizvodi materijale poznate kao ferati:

## Literatura
- Adlam; Price (1945). Higher School Certificate Inorganic Chemistry. Leslie Slater Price.

## Spoljašnje veze
- Hemijski hazardi